# ポケモンの一覧 (387-440)
ポケモンの一覧（ポケモンのいちらん）は、ゲームソフト『ポケットモンスターシリーズ』に登場する架空の生物「ポケットモンスター（ポケモン）」の一覧。本項では全1025種のうち、『ポケットモンスター ダイヤモンド・パール』から登場し、シリーズ共通の全国ポケモン図鑑において387から440までの番号を付与されている種を掲載する。

## ナエトル
| 分類: わかばポケモン | タイプ: くさ               | 高さ: 0.4m   | 重さ: 10.2kg       |
| 特性: しんりょく     | かくれ特性: シェルアーマー | 進化前: なし | 進化後: ハヤシガメ |

全身が黒澄んで緑色になっている、リクガメのような姿をしたポケモン。同じカメがモチーフのゼニガメとは違い4足歩行で歩く。頭の葉っぱと、背中の土が固くなってできた甲羅が特徴。水を飲むと甲羅は硬くなり、触ってみてほどよく湿っていればそのナエトルは健康。頭の葉っぱが目印だが、喉が渇くと頭の葉っぱがしおれてしまう。生きていくには他のポケモン以上に水が必要なために、湖の辺で暮らしている。全身で光合成をして酸素を作るという。
炎タイプのヒコザル、水タイプのポッチャマとともに、『ダイヤモンド・パール』で最初にもらうポケモンの1匹。ハクタイシティのジムリーダー・ナタネや、同ジムトレーナーの一人も使用する。
TVアニメ版ではサトシやハクタイシティジムリーダーのナタネのポケモンとして登場。サトシのナエトルは通常の個体よりも早いスピードの持ち主だが、進化につれ体重が増加してスピードが落ちている。声優は三木眞一郎。『2019年版』にも別個体のナエトルが登場。ロケット団のカムカメとレースを繰り広げるが、後にカメマスター（声 - 北沢洋）のポケモンであることが判明。こちらの声優も三木眞一郎。

## ハヤシガメ
| 分類: こだちポケモン | タイプ: くさ               | 高さ: 1.1m       | 重さ: 97.0kg       |
| 特性: しんりょく     | かくれ特性: シェルアーマー | 進化前: ナエトル | 進化後: ドダイトス |

ナエトルの進化形。ナエトルに比べて体型が大きくなり、土が固まってできた甲羅には樹木が茂っている。この樹木にはドングリのような実がなり、その実をついばみにやってくるポケモンもいる（ポケモンには美味だが人間には微妙な味）。森の中の水辺で暮らしており、昼間は森の外に出て背中の木に光を当てている。森の中できれいな湧き水が出る自分だけの場所を持っており、仲間のポケモンを背中に乗せて運ぶ。
TVアニメ版ではサトシのポケモンとして登場。体重増加によりスピードが下がり、シンジのドダイトスから伝授された体格や体重を活かしたパワーや体力系のバトルスタイル（相手の攻撃を耐えて一瞬の隙を見逃さず反撃する）を使用する。声優は三木眞一郎。

## ドダイトス
| 分類: たいりくポケモン | タイプ: くさ/ じめん       | 高さ: 2.2m         | 重さ: 310.0kg |
| 特性: しんりょく       | かくれ特性: シェルアーマー | 進化前: ハヤシガメ | 進化後: なし  |

ハヤシガメの進化形。アンキロサウルスやサイカニアに似た体格をしており、見た目は巨大な陸亀の甲羅に樹が生え、小さな山らしきものを乗せた姿をしている。そのため群れで移動すると、まるで森が移動しているかのように見える。その背中には小さなポケモンが巣を作って住み着き、そのまま一生を全うするポケモンもいるほど。その特徴から大昔の人々は、大地の下には巨大なドダイトスがいると想像していた。
TVアニメ版ではシンジやサトシがドダイトスを使用しており、「ハードプラント」を覚えているが演出は異なる。サトシのドダイトスの声優は三木眞一郎。劇場版では『ダイヤモンド&パール ディアルガVSパルキアVSダークライ』にカツミ（声 - 山本博 (ロバート)）のポケモンとして登場。声優は特別出演した山本と同じくロバートのメンバーの馬場裕之で馬場本人もお気に入りのポケモン。
実写映画『名探偵ピカチュウ』では研究所のポケモンとして登場。通常サイズのみならず、数10メートルもある巨大サイズなものもいた。
漫画版『ポケットモンスターSPECIAL』7章、8章では主人公・ダイヤモンドのパートナー兼主力として登場（ナエトルが進化した個体）。性別は♂で、ニックネームは「るー」。

## ヒコザル
| 分類: こざるポケモン | タイプ: ほのお           | 高さ: 0.5m   | 重さ: 6.2kg        |
| 特性: もうか         | かくれ特性: てつのこぶし | 進化前: なし | 進化後: モウカザル |

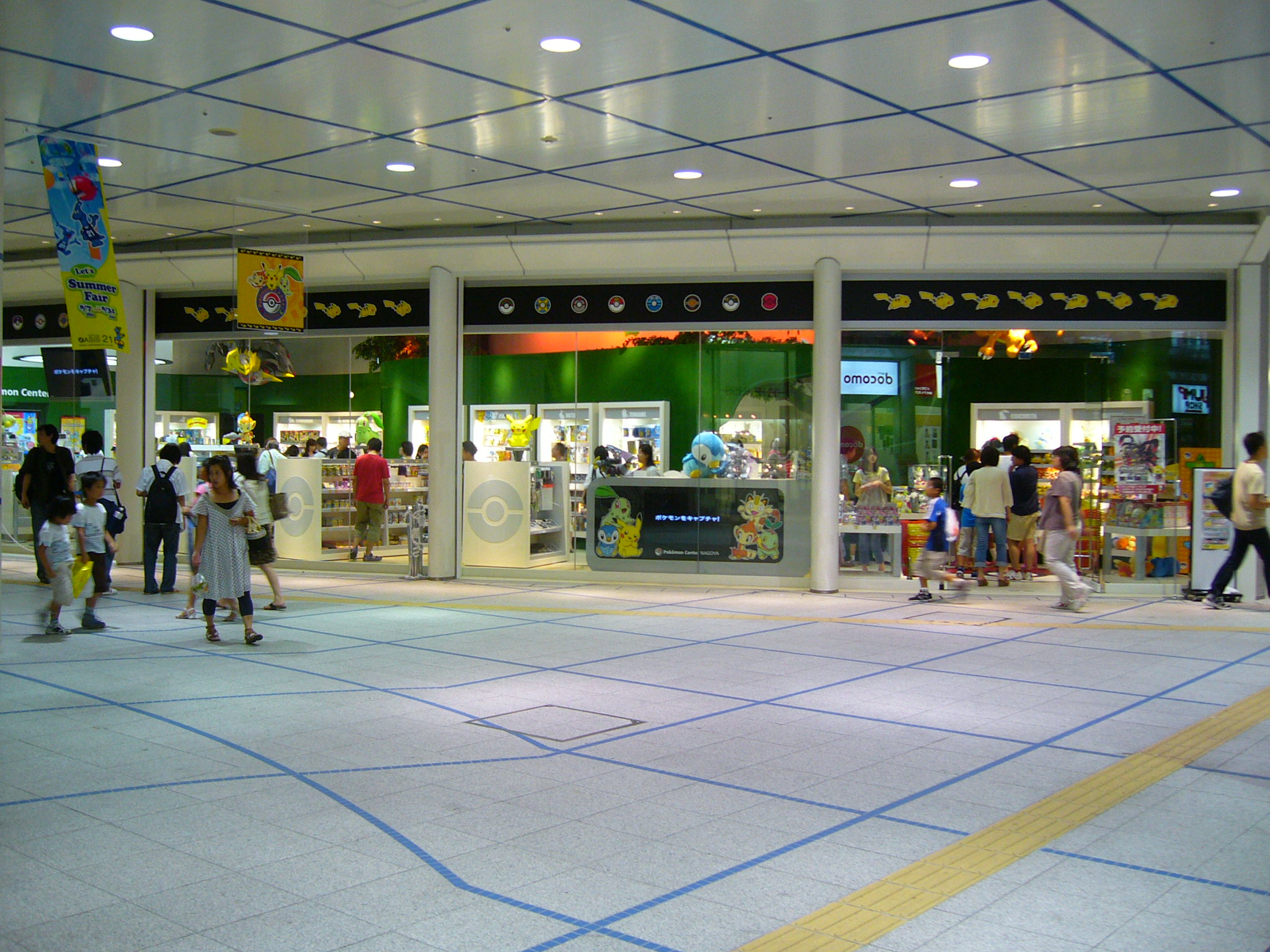
ポケモンセンターナゴヤ2代目店舗にいるヒコザル（写真中央、ニャースとナエトルの隣。2008年8月撮影）

小さなサルのような姿をしたポケモン。腹には渦を巻いたような模様がある。尻に火が灯っており、これは体内で生成されたガスが燃えているもので、雨に当たった程度では消えることがない。寝るときは周囲が燃えないように火を消して眠る。断崖絶壁に生息すると言われている。小さい体ならではの身軽な動きで、どんな険しい道でも難なく登る。気炎万丈で活気に満ち溢れている。ヒスイ地方ではあやかしの類「尻行燈」として恐れられていた。
『ダイヤモンド・パール』における、くさタイプのナエトル・みずタイプのポッチャマとともに、最初に入手できるポケモンの1匹。
TVアニメ版ではシンジのポケモンとして登場する。特性「もうか」によって高い火力を得る能力を持ち、シンジも初めこそは期待していたものの、やがてその不甲斐なさと期待に応えられずに能力を発揮できなかったことで愛想を尽かしたシンジに失望同然で完全に見限られ捨てられる。。その後、サトシに誘われ彼の手持ちとなった。声優は林原めぐみ。
『ポケモン☆サンデー』内アニメ『ポケモン不思議のダンジョン 時の探検隊・闇の探検隊』では探検隊に憧れるポケモンとして登場。ポッチャマとともに「ポケダンズ」を結成し、長い冒険の果てに闇のディアルガとの戦いに挑む。声優は山口勝平。
『ポケモン☆サンデー』では2007年10月以降、ゴンベとの交代でポケサンカンパニーの情報部に所属。アメリカから来た女の子で、頭にリボンをつけているのが特徴。かえんほうしゃが使える。声優は下屋則子。
ポケモンセンターナゴヤでは2008年7月のリニューアル以降、ヒコザルがロゴマークのうちの1体として使用されている。

## モウカザル
| 分類: やんちゃポケモン | タイプ: ほのお/ かくとう | 高さ: 0.9m       | 重さ: 22.0kg       |
| 特性: もうか           | かくれ特性: てつのこぶし | 進化前: ヒコザル | 進化後: ゴウカザル |

ヒコザルの進化形。額には眉毛が繋がったかのような青い隈取りができ、腕には黄色の輪がはまったかのような模様がある。長く伸びた尾の先端には炎が灯っている。青い隈取りと尻尾の炎が鮮やかなほど、群れの中で地位が高い。これは武器として使用される他、炎を長く伸ばして体を大きく見せ、外敵を威嚇する際にも用いられる。尻尾の炎の勢いをコントロールしてこれらの用途で使用する事で、自分の得意な間合いを保ち、天井や壁を利用した空中殺法で戦う。「やんちゃポケモン」というだけあって、ヒコザルの頃よりもやんちゃな面が強調された。
TVアニメ版では『ダイヤモンド&パール』第88話にて、アオイがポケモンサマースクールで借りたポケモンとして登場。声優は古島清孝。また、サトシのヒコザルもモウカザルに進化した。こちらの声優はうえだゆうじ。

## ゴウカザル
| 分類: かえんポケモン | タイプ: ほのお/ かくとう | 高さ: 1.2m         | 重さ: 55.0kg |
| 特性: もうか         | かくれ特性: てつのこぶし | 進化前: モウカザル | 進化後: なし |

モウカザルの進化形。西遊記に登場する孫悟空のような姿をしており、胴には緊箍児（きんこじ、孫悟空の頭にはめられた金の輪）のような意匠が見られる。頭部には炎が燃え盛っており、その炎のような激しい性格を持つ。また、その炎は一生消えることがないという。俊敏さに優れ、炎をまとった両手両足を駆使した、独特の格闘戦を得意とする。
『ダイヤモンド・パール』ではポケモンリーグ四天王のオーバが使用する。また、プレイヤーが最初にナエトルを選択した場合はライバルも使用する。物理攻撃と特殊攻撃の両方に優れたステータスを持つため第四世代では高い人気と実力を誇ったが、第6世代になってからは同じタイプを持ち尚且つメガシンカを成し遂げたバシャーモに圧倒された。2018年1月にはポケモンだいすきクラブの寄稿記事にはバシャーモと比べて見劣りするという認識が一般的であるという趣旨の記述があるが、その一方で「とんぼがえり」による交代戦術や「ちょうはつ」や「アンコール」などで相手の変化技を使った動きを妨害する動きが取れる上に、「ステルスロック」と「おにび」で場を整えて後続のポケモンのお膳立てをすることができるなど、ゴウカザルならではの強さがあるとも書かれている。『スカーレット・バイオレット』では主人公がホゲータを選んだ場合、チャンピオンのネモが使用する。
TVアニメ版ではサトシのモウカザルが進化したポケモンとして登場。特性もうかの力を制御できるようになり、エースとして活躍。ポケモンに対する考え方が正反対のサトシとシンジが互いを認め合うきっかけとなった。声優はうえだゆうじ。四天王のオーバも使用。平行世界のサトシも使用し、「とっておき」と称する。劇場版では『ダイヤモンド&パール ディアルガVSパルキアVSダークライ』にマキ（声 - 中川翔子）のポケモンとして登場。
漫画版『ポケットモンスターSPECIAL』7章、8章ではパールのパートナー兼主力として登場する（ヒコザルが進化した個体）。性別は♂で、ニックネームは「サルヒコ」。ライバルがモデルの図鑑所有者の御三家では唯一、ニックネームが付いている個体である。

## ポッチャマ
| 分類: ペンギンポケモン | タイプ: みず       | 高さ: 0.4m   | 重さ: 5.2kg        |
| 特性: げきりゅう       | かくれ特性: かちき | 進化前: なし | 進化後: ポッタイシ |

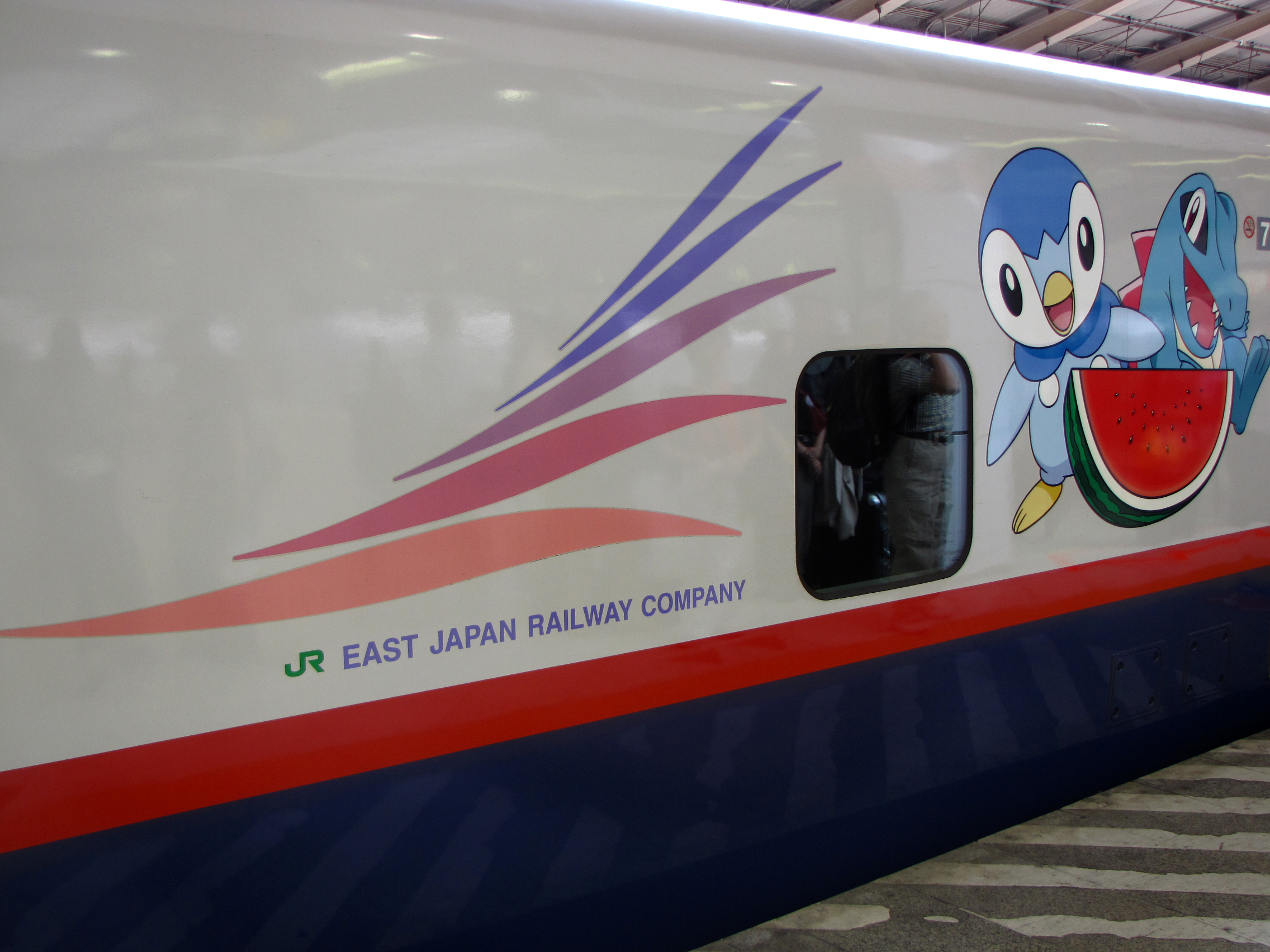
北陸新幹線E2系「あさま」のロゴの隣に描かれたポッチャマとワニノコ

ペンギンのような姿をしたポケモン。北国の海岸線で暮らしていて、長い産毛が寒さを防いでいる。泳ぎが得意で、10分以上海に潜って餌をとる。一方で歩くことは苦手でよく転ぶ。愛らしい外見とは裏腹にプライドが高く、トレーナーからエサをもらうなど世話を焼かれる事を嫌い、指示を聞くことも少ないため、人間と仲良くなる事は難しい。虹彩は黒だったが、近年は青色になっている。
くさタイプのナエトル、ほのおタイプのヒコザルとともに、『ダイヤモンド・パール』で最初に貰えるポケモンの一体。
TVアニメ版にはヒカリがナナカマド研究所で最初に選んだポケモンとして登場。ヒカリと初めてであった時の思い出を大事にしたいという理由から、進化を嫌がっており、かわらずのいしで進化を抑えている。声優は小桜エツコ。他にも劇場版『キミにきめた!』ではマコトのポケモン、アニメ第7シリーズではミサキ（声 - 飯豊まりえ）のポケモンとしても登場、声優はどれもヒカリのポッチャマ同様、小桜が担当。また、『ポケモン不思議のダンジョン 時の探検隊・闇の探検隊』では人間からポッチャマになってしまった男の子の主人公として登場する。声優は間宮くるみ。
ロバートの秋山竜次はポッチャマのモデルを自称している。
ポケモンセンタートウキョーでは、2007年7月の浜松町移転から2013年11月のX・Y発売まで、ピカチュウ、ヒトカゲと共にロゴに使用されていた。
読売新聞で連載された四字熟語のコーナーでは『前途洋洋・ぜんとようよう』が、また、ことわざ大百科では『水魚の交わり・すいぎょのまじわり』が、それぞれポッチャマを紹介するキャッチフレーズとして用いられた。
『大乱闘スマッシュブラザーズX』ではアイテム「モンスターボール」から出現するポケモンの一体として登場。「なみのり」によって前方へ突進し、当たった相手諸共リングアウトを狙う。
『大乱闘スマッシュブラザーズ for Wii U』ではステージ「カロスポケモンリーグ」に登場。

## ポッタイシ
| 分類: ペンギンポケモン | タイプ: みず       | 高さ: 0.8m         | 重さ: 23.0kg       |
| 特性: げきりゅう       | かくれ特性: かちき | 進化前: ポッチャマ | 進化後: エンペルト |

ポッチャマの進化形。頭身が非常に低いポッチャマと比べてがっしりとした体格となった。ポッチャマ同様プライドが高い。どのポッタイシも自分が一番偉いと考えているらしく、他のポッタイシと群れを作ることはない。羽根は大木をへし折るほど硬い。極寒の海原を揚々と泳ぎながら発するさえずりは潮騒とまごう。
TVアニメ版では『ダイヤモンド&パール』第4話で初登場。その後、第26話でヒカリの幼馴染であるケンゴが使うポケモンとして登場する。相性の悪いサトシのピカチュウのでんき技を「メタルクロー」で無効化したり、ヒカリのポッチャマとも互角に戦える実力。声優は小西克幸。

## エンペルト
| 分類: こうていポケモン | タイプ: みず/ はがね | 高さ: 1.7m         | 重さ: 84.5kg |
| 特性: げきりゅう       | かくれ特性: かちき   | 進化前: ポッタイシ | 進化後: なし |

ポッタイシの進化形。エンペラーペンギンのような姿となり、非常に精悍な顔つきとなった。体色は紺色のような色つきで、王冠を模したかのような、嘴が変形した三つ又の角を持つ。この角はエンペルトにとって強さの象徴であり、リーダーである個体の角が最も大きい。無駄な争いは好まないものの―プライドが高く、それを傷つけるものは、流氷もろとも引き裂く鋭利なほどの名工の行物に匹敵する金属質の翼で敵を真っ二つにする。進化前とは異なり群れを作る習性を持つようになり、自分たちの群れの安全を脅かす敵には容赦なく叩き潰す。泳ぎが得意で、水上オートバイに匹敵する速度で泳ぐことができる。ヒスイ地方では「波濤殿」という異名で呼ばれていたらしい。
みず・はがねという唯一の複合タイプを持つポケモンだが、そのタイプが苦手とするジオヅムやキョジオーンの専用技である「しおづけ」のダメージは倍にならない。
『ハートゴールド・ソウルシルバー』ではアサギジムリーダー・ミカンが再戦時に使用し、『ブリリアントダイヤモンド・シャイニングパール』ではミオジムリーダー・トウガンも再戦時に使用してくる。『スカーレット・バイオレット』ではブルベリーグ四天王のネリネが使用する。
余談だが、「そらをとぶ」を除くすべてのひでんわざを覚えられる。
TVアニメ版ではジュンのポケモンとして登場。シンオウリーグでシンジのエレキブルとバトルするも、相性の差により敗北に終わる。声優は小西克幸。ケンゴのポッタイシもエンペルトに進化している。ククイ博士の手持ちとしても登場。劇場版では『ダイヤモンド&パール ディアルガVSパルキアVSダークライ』にダイ（声 - 秋山竜次 (ロバート)）のポケモンとして登場。
漫画版『ポケットモンスターSPECIAL』7章、8章ではプラチナ（お嬢様）のパートナー兼主力として登場する（ポッチャマが進化した個体）。性別は♀。

## ムックル
| 分類: むくどりポケモン | タイプ: ノーマル/ ひこう | 高さ: 0.3m   | 重さ: 2.0kg        |
| 特性: するどいめ       | かくれ特性: すてみ       | 進化前: なし | 進化後: ムクバード |

ムクドリのような姿をしたポケモン。頭の毛が跳ねている。額の白い模様が♂の方が♀より大きく、進化後のムクバードやムクホークにも同じ特徴が見られる。目立たない色合いで小さい体だが、羽ばたく力が非常に強く、少しでも打たれると一週間も痛みが続くという。鳴き声もかなり大きい。普段は群れを作り、野山を大勢で飛び回り虫ポケモンを狙っているが、群れが大きくなると小競り合いを起こす。
TVアニメ版ではサトシのポケモンとして登場。声優は古島清孝。また『ダイヤモンド&パール』ではシンジが三体ゲットするが、全て逃がされた。

## ムクバード
| 分類: むくどりポケモン | タイプ: ノーマル/ ひこう | 高さ: 0.6m       | 重さ: 15.5kg       |
| 特性: いかく           | かくれ特性: すてみ       | 進化前: ムックル | 進化後: ムクホーク |

ムックルの進化形。単体ではそこまで強くないことを自覚しており、ムックル同様複数の群れで行動し、虫ポケモンを狙い主に草原や森を生息地としている。1匹になるとやかましく鳴く。別のグループの群れに出くわすと、その群れを追い出そうと互いに激しい縄張り争いをする。
TVアニメ版ではサトシのポケモンとして登場。声優は古島清孝。

## ムクホーク
| 分類: もうきんポケモン | タイプ: ノーマル/ ひこう | 高さ: 1.2m         | 重さ: 24.9kg |
| 特性: いかく           | かくれ特性: すてみ       | 進化前: ムクバード | 進化後: なし |

ムクバードの進化形。頭の鶏冠は嘴よりも前に大きく突起し、目はつぶらな瞳をしていた進化前の2種とは異なり、赤く鋭い目つきになるなど、文字通り全体的にタカに近いフォルムになった。ムクホークにまで進化すると群れを作る事はなくなり、単体で行動するようになる。翼と足の力が強く、小さなポケモンを掴んだままでも楽々と飛べる。「もうきんポケモン」の名の通り、自分より体の大きい相手にも挑む獰猛な性格で、自分の体が傷つこうとも戦いをやめない、ワシの様なポケモン・ウォーグルに似た性質を持つ。その立派な鶏冠の形を気にしている一面も。
『ダイヤモンド・パール・プラチナ・ブリリアントダイヤモンド・シャイニングパール』では、主にライバルが一番手として使用している。「スカーレット・バイオレット」ではジムリーダー兼四天王のアオキが使用する。ジムリーダー時はエースポケモンとなり、ノーマルタイプにテラスタルさせる。
TVアニメ版ではサトシのムックルが最終進化して登場。第1話では研究員のポケモンとしてムックルと共に登場するが、ヒコザルとポッチャマの喧嘩に巻き込まれて暴走する。その後、脱走したヒコザルと共に研究所に帰っている。ライバルのジュンのポケモンとしても登場し、サトシのヒコザルに敗北。また、シンジの兄・レイジのポケモンとしても登場しており、相性の悪いサトシのピカチュウとも互角に戦える実力で特に「ブレイブバード」が強力。サトシのムクバードに「ブレイブバード」を教えたのもこのムクホークである。
第8シリーズではジムリーダー及び四天王のアオキのポケモンとして59話にて登場。テラスラル研修の応用テストでドットのカヌチャンを倒し、クワッスをも圧倒する。クワッスの相手の動きを合わせる戦法に反撃され、さらに進化したウェルカモのみずテラスタルで威力の上がった攻撃に難なくされるも、ノココッチの「へびにらみ」による麻痺の効果もありノーマルタイプにテラスタル。威力の上がった「からげんき」で勝利（応用テストは合格）。使用技は「つばさでうつ」「ぼうふう」「エアスラッシュ」「からげんき」。

## ビッパ
| 分類: まるねずみポケモン   | タイプ: ノーマル     | 高さ: 0.5m   | 重さ: 20.0kg     |
| 特性: てんねん/ たんじゅん | かくれ特性: ムラっけ | 進化前: なし | 進化後: ビーダル |

ビーバーのような姿をしたポケモン。丸々とした体に大きく突き出した前歯を持つ。耳も丸く、頬や尾は丸い房が複数連なったような形状をしており、雄は尾の房の数が雌よりも多い。その外見に似合わず、機敏に行動する。水辺に生息し、石や木をかじることで前歯を削っている。この前歯が育つペースは、同じく前歯が特徴的なねずみポケモン・コラッタと互角と言われている。
TVアニメ版では『ダイヤモンド&パール』第23話に登場。怪我をしたところをサトシたちに助けられた。声優は津村まこと。
北陸製菓が発売している菓子である「ビーバー」のモチーフとなった縁から、2023年1月30日より数量限定で「ビッパ」という名の菓子が発売されていた。味は「ひでんのあじ!?オレン・ジ味」だった。

## ビーダル
| 分類: ビーバーポケモン     | タイプ: ノーマル/ みず | 高さ: 1.0m     | 重さ: 31.5kg |
| 特性: たんじゅん/ てんねん | かくれ特性: ムラっけ   | 進化前: ビッパ | 進化後: なし |

ビッパの進化形。進化前と比べより、ビーバーらしい外見になった上にみずタイプも追加された。まるまると太った体つきに丸く見開かれた目、突き出した前歯と、ユーモラスな風貌をしている。その見た目とは裏腹に働き者として知られており、泥や木の幹によってダムを作り、川をせき止めて巣を作る。動きは地上では非常に緩慢だが、水中ではヒンバスと同等の速さで泳ぐ（ただし、ヒンバスの図鑑には「ノロマですぐ捕まる」とあり、図鑑中での表現と食い違いが見られる）。オスの方が顔の白い部分が広い（イラストなどは主にメスの方が描かれていることが多い）。
みずタイプが追加されたことにより「なみのり」「たきのぼり」「ねっとう」といったみずタイプの技を覚えるようになった。また、多くのひでん技を覚えるため、移動要員として大いに活躍していた。
TVアニメ版では『ダイヤモンド&パール』第57話に石橋職人として登場。石橋造りの締め切りが迫っているにもかかわらず全く働く気を起こさなかったが、実は名人が設計士の提供した設計図に手抜きがあることを見抜いていたためであり、設計士を追い出した後に名人が直した設計図で石橋を完成させた。声優は川上とも子。レイジの手持ちとしても登場、サトシのナエトルとバトルした。相性の悪い「エナジーボール」を前歯で受け止めたり、「ひみつのちから」の追加効果で眠らせるなど、パワーと多彩な技で圧倒したもののスピードにはかなわず「エナジーボール」で敗北する。
テレビ東京『ポケモン☆サンデー』での対戦でロバートの秋山竜次が「ニイガタ」のニックネームを付けたビーダルを使用しており、彼の愛用ポケモンとして活躍していた。
図鑑番号が400番であることにかけて、日清ヨークから発売されている乳酸菌飲料「ピルクル400」のパッケージポケモンとして起用されたことがある。

## コロボーシ
| 分類: こおろぎポケモン | タイプ: むし         | 高さ: 0.3m   | 重さ: 2.2kg        |
| 特性: だっぴ           | かくれ特性: にげあし | 進化前: なし | 進化後: コロトック |

コオロギをモチーフとしたポケモンだが。バルビートやイルミーゼのように体はずんぐりと丸く、茶色い燕尾服を着たような模様をしている。触角の先はやや太くなっており、カールしている。触角を前後に揺らしてぶつけ合うことで木琴に近い音を出し、その音で仲間とコミュニケーションを取る。この時に聴こえる音色は秋の夜の風物詩。脚が短いため、転びそうになる事が多く、身体がよろける度にも触角同士がぶつかり音が出る。オスとメスで襟の大きさが違う。
第6世代まで「なきごえ」や「がまん」しか覚えておらず、わざマシンや卵から孵化してでも技を覚えさせることはできない。ただし、教え技は覚える。
アニメでは野生の群れが演奏しているシーンがある。

## コロトック
| 分類: こおろぎポケモン | タイプ: むし             | 高さ: 1.0m         | 重さ: 25.5kg |
| 特性: むしのしらせ     | かくれ特性: テクニシャン | 進化前: コロボーシ | 進化後: なし |

コロボーシの進化形。弦楽器のような特殊な鳴き声が特徴。外見はコオロギというよりもバイオリンムシに近い。ナイフのような両腕を胸の前で交差させて、鳴き声を上げる。身体の中に空洞の部分があるため、音が体内で反響し美しい音色が広がる。即興で演奏するメロディで感情を表現する。変幻自在に奏でるメロディを競い合う「聴き比べ」を楽しむ村があると言われている。オスメスの違いはヒゲの長さ（ヒゲの長い方がオス、短い方がメス）
TVアニメ版ではナオシのポケモンとして登場。コンテストやバトルと共に活躍しており、シンオウリーグでもサトシのへラクロスを「うたう」で眠らせるも、対策として覚えさせた「ねごと」に敗れる。

## コリンク
| 分類: せんこうポケモン     | タイプ: でんき         | 高さ: 0.5m   | 重さ: 9.5kg      |
| 特性: いかく/ とうそうしん | かくれ特性: こんじょう | 進化前: なし | 進化後: ルクシオ |

子ライオンのようなポケモン。尻尾には星のような部分があり、前足に筋肉の動きで電気を作る仕組みを持ち、ピンチになると全身の体毛を光らせ、相手の目を暗ましてその隙に脱出する。頭部にハネっ毛があり、オスとメスでほんのわずかに長さが異なる（オスのほうが長い）。また、小柄な体格とは裏腹に気性が荒く、体を震わせることで放電するため手懐けるにはかなりの忍耐が必要である。一方で、他のポケモンたちと仲良く遊ぶなどの一面もある。かなり序盤で手に入るポケモンである。
TVアニメ版では『ダイヤモンド&パール』第10話にポケッチカンパニーの社長の息子・テルヒコ（声 - 釘宮理恵）のポケモンとして初登場した。声優は津村まこと。また、第88話から第91話まで、ポケモンサマースクールの女子受講生・アオイ（声 - 日野未歩）のポケモンとして登場している。声優は川上とも子が担当。

## ルクシオ
| 分類: でんこうポケモン     | タイプ: でんき         | 高さ: 0.9m       | 重さ: 30.5kg       |
| 特性: いかく/ とうそうしん | かくれ特性: こんじょう | 進化前: コリンク | 進化後: レントラー |

コリンクの進化形である。コリンクに比べ若干脚の長さや体のラインが細長くなり、頭部まわりを黒い体毛が覆うようになった。この体毛はオスとメスで若干長さが異なる（オスのほうが長い）。さらに、前足の黄色い模様がコリンクの時より1本増え、2本となった。群れで行動し、その爪は、一撃で相手を気絶させるほどの強力な電流を流すことができる。また、前足で仲間の身体に触れて、爪先から流す電流のリズムで仲間に気持ちを伝達する手段を持つ。
「スカーレット・バイオレット」ではジムリーダーのナンジャモが初戦で使用する。
TVアニメ版では『ダイヤモンド&パール』第109話に登場。サトシ達とともにミオシティの地下に迷い込んだホエルコを助けた。弱い電気で意思表示をする。声優は阪口大助。
TVアニメ版『ポケットモンスター XY』では、第47話からシトロンのポケモンとして登場。声優は寺崎裕香。

## レントラー
| 分類: がんこうポケモン     | タイプ: でんき         | 高さ: 1.4m       | 重さ: 42.0kg |
| 特性: いかく/ とうそうしん | かくれ特性: こんじょう | 進化前: ルクシオ | 進化後: なし |

ルクシオの進化形。ライオンや虎を連想させるような、より動物的で攻撃的なフォルムになり、進化前のルクシオより黒い体毛に覆われた部分が多くなり、「がんこうポケモン」の名の通り、目つきがかなり鋭くなった。その瞳は金色に光る時、レントゲン撮影の様に障害物の向こうに隠れている獲物を見つけることが出来るという。迷子の子供を探すときもこの能力を駆使する。前足の黄色い模様は、コリンクが1本、ルクシオが2本。そして、レントラーに進化すると3本となる。
『ダイヤモンド・パール・プラチナ』ではナギサシティのジムリーダーのデンジ、「ソード・シールド」では道場主のマスタード、「スカーレット・バイオレット」ではジムリーダーのナンジャモが初戦で使っていたルクシオを進化する形で再戦時に使用する。
TVアニメ版では『ダイヤモンド&パール』第59話に登場したジュンサーの弟子、マーブルのポケモンとして登場。性別はオス。声優は小西克幸。ナギサシティジムリーダーのデンジも切り札として使用する。『XY』ではシトロンのポケモンとして登場し、さらに、サトシとのジム戦ではデンジと同様に切り札にしていた。こちらの声優は佐藤健輔。
劇場版『ポケットモンスター キミにきめた!』ではソウジと幼い頃の仲良しのポケモンとして登場し、多忙な親に代わってソウジの面倒を見ていた。しかし、雪山で遭難していたソウジを温めるが、その代償として翌日に凍死してしまった。

## スボミー
| 分類: つぼみポケモン             | タイプ: くさ/ どく       | 高さ: 0.2m   | 重さ: 1.2kg      |
| 特性: しぜんかいふく/ どくのトゲ | かくれ特性: リーフガード | 進化前: なし | 進化後: ロゼリア |

ロゼリアの進化前。小さく丸い体つきをしており、頭頂部がねじれ、開花を控えた蕾のようになっている。体色は緑色をしており、首元には濃い緑色の模様があり、赤ん坊の前掛けのようになっている。春の時期になると、頭の蕾から花粉をばら撒き、この花粉をまともに吸うと激しいくしゃみや鼻水に見舞われる。なお、冬の間は蕾を閉じている。
TVアニメ版では『ダイヤモンド&パール』第4話にて、ポケモン吟遊詩人・ナオシのポケモンとして登場。ヒカリのポッチャマとのバトルで勝利する。その後、サトシのピカチュウとのバトル中にロゼリアに進化する。声優は川上とも子。

## ロズレイド
| 分類: ブーケポケモン             | タイプ: くさ/ どく       | 高さ: 0.9m       | 重さ: 14.5kg |
| 特性: しぜんかいふく/ どくのトゲ | かくれ特性: テクニシャン | 進化前: ロゼリア | 進化後: なし |

ロゼリアの進化形。人間に近い姿になり身のこなしはダンサー並みである。肩の辺りにマントのような葉があり、また頭にはバラを模したような白い髪の毛のようなものが生えている。両腕の花束の中には、毒が染み込んだ棘の鞭があり、これで「あまいかおり」に引き付けられた敵を確実に仕留める。バラの毒は左右で種類が異なるが、2種類とも触れれば死にかけるほどの猛毒である。
ロゼリアに「ひかりのいし」を使用することで進化する。ジムリーダー・ナタネが切り札として使用する他、チャンピオンのシロナや、ライバルも使用する。『ハートゴールド・ソウルシルバー』では、タマムシシティジムリーダー・エリカが再戦時に使用する。『X・Y』では友人のティエルノ、『オメガルビー・アルファサファイア』ではミツルがそれぞれ使用する。『オメガルビー・アルファサファイア』でスボミーとともにホウエン図鑑に加えられている。
TVアニメ版では『ダイヤモンド&パール』第25話に初登場。そのほか、ナタネ、ナオシ、ジュン、シュウのポケモンとして登場している。
テレビアニメ第8シリーズではテラスタル研修生のルカ（声 - 髙橋ひかる）のポケモンとして登場。

## ズガイドス
| 分類: ずつきポケモン | タイプ: いわ           | 高さ: 0.9m   | 重さ: 31.5kg       |
| 特性: かたやぶり     | かくれ特性: ちからずく | 進化前: なし | 進化後: ラムパルド |

古代に生息していたポケモンで、現在は化石として出土される。皮膚の色は濃い灰色であり、前頭部と背面から臀部が青色で、皮膚の色の境目はギザギザ模様となっている。頭部が大型に発達しており、頭蓋骨が鉄のように硬く、側頭部と後頭部に刺状の角を持つ恐竜パキケファロサウルスのような姿である。鉄球のような化石から復活した。遠い昔、「ずつき」によって獲物を仕留めていた。プテラのような大きな相手にも対抗していた。仲間同士で頭をぶつけ合うことで頭はさらに頑丈に鍛えられる。
『ダイヤモンド』の地下世界において採掘できる「ずがいのカセキ」をクロガネシティの石炭博物館で復元させることで入手できる。ジムリーダーのヒョウタが最後の切り札として使用する。
TVアニメ版ではゲーム同様クロガネジムのジムリーダー・ヒョウタの三番手として登場する。声優はうえだゆうじ。

## ラムパルド
| 分類: ずつきポケモン | タイプ: いわ           | 高さ: 1.6m         | 重さ: 102.5kg |
| 特性: かたやぶり     | かくれ特性: ちからずく | 進化前: ズガイドス | 進化後: なし  |

ズガイドスが進化したことで、刺状の角の本数が格段に増え、膝にも刺が生えた他、後頭部の2対の角が大きく突起している。目は赤く染まっており、進化前のズガイドスに比べて攻撃的な外見になっている。性質も肉食性であり、凶暴な性格をもしている。獲物を見つけると、ジャングルの木々などの障害物を薙ぎ倒して捕らえる。また、鉄のように固い頭蓋骨はズガイドス時代から先端が大きく伸び、なんとその厚さはおよそ300mmになるという。その強烈な頭突きはハッサムと互角で、どんな頑丈な岩のかたまりも一撃で粉砕するほど破壊力抜群で、高層ビルを破壊したという報告例があったほど。その一方で、極端に分厚過ぎることが災いし、脳の発達が阻害されてしまったとされている。
『プラチナ』のクロガネジムリーダー・ヒョウタ、『ハートゴールド・ソウルシルバー』のニビジムリーダー・タケシがそれぞれ再戦時に使用する。
TVアニメ版では『ダイヤモンド&パール』第17話で、クロガネシティのジムリーダー・ヒョウタのズガイドスが進化した。声優は三宅健太。

## タテトプス
| 分類: シールドポケモン | タイプ: いわ/ はがね | 高さ: 0.5m   | 重さ: 57.0kg       |
| 特性: がんじょう       | かくれ特性: ぼうおん | 進化前: なし | 進化後: トリデプス |

絶滅したとされるポケモンで、化石が発見されている。角を持たない小型の角竜のような姿をしており、皮膚は黄土色。脚部の前面には装甲の役割をすると思われる、縦長に発達した灰色の器官が存在する。顔面は濃灰色の盾状であり、その皮膚は非常に頑丈。顔面の硬さに頼っているのか、背後からの攻撃には弱い。争いは好まず草や木のみを食べる草食。
『パール』の地下世界において採掘できる「たてのカセキ」をクロガネシティの研究所で復元させることで入手できる。
TVアニメ版では『ダイヤモンド&パール』第45話に4匹のタテトプスが登場する。とある人物の依頼を受けたハンターJに執拗に狙われ、シゲルやサトシたちに守られることになる。声優は三木眞一郎、うえだゆうじ、古島清孝。

## トリデプス
| 分類: シールドポケモン | タイプ: いわ/ はがね | 高さ: 1.3m         | 重さ: 149.5kg |
| 特性: がんじょう       | かくれ特性: ぼうおん | 進化前: タテトプス | 進化後: なし  |

タテトプスの進化形。更にトリケラトプスに近い体格になる。進化したことによりタテトプスよりも体がごつくなり、黒いエリもより強固に発達した。鳴き声の最後の方で、金属をたたき合ったような音がする。ラムパルドとは対照的に、草や木の実を食べる大人しい性格。真正面からの攻撃に対して非常に強固な防御力を誇り、敵に襲われると顔を外側に向けて仲間と円陣を組み、その輪の内側に子供を隠し守る。ただし上下や左右、後ろからの攻撃には弱い。化石復元の際、頭部の骨が余りにも頑丈なため、当初は背骨と勘違いされていた。
『ダイヤモンド・パール』ではミオシティジムリーダー・トウガンが使ってくる。「スカーレット・バイオレット」では四天王のポピーが使用する。
TVアニメ版では『ダイヤモンド&パール』第107話に初登場。ミオシティジムジムリーダーのトウガンの使用ポケモンである。声優は石塚運昇。

## ミノムッチ
| 分類: みのむしポケモン | タイプ: むし         | 高さ: 0.2m   | 重さ: 3.4kg      |
| 特性: だっぴ           | かくれ特性: ぼうじん | 進化前: なし | 進化後: 本文参照 |

ミノムシのような姿をしたポケモン。体長0.2mと、ポケモンとしては小さい部類に入る。黒い体をしており、突き出した口を持つ。頭部はとぐろを巻いたような形状をしている。木枯らしから身を守るため、小枝や落ち葉といった身近なもので蓑を作り、身に纏うが、場所によっては違うもので間に合わせる。
『ダイヤモンド・パール』では「あまいミツ」を木に塗ることで出現することがある。野生での出現時、及び戦闘終了時の地形によって姿を変える。『ダイヤモンド・パール』では以下の3種類の姿が存在する。
くさきのミノ
森や草むらではこの姿となる。緑色の木の葉を纏った姿をしている。
すなちのミノ
山や砂漠や洞窟ではこの姿となる。所々に砂利が混ざる砂埃に覆われた姿となる。
ゴミのミノ
道路や街中、屋内ではこの姿となる。ピンク色の綿ぼこりのようなミノを纏った姿となる。ミノからは細長い針金や糸くずのようなものがはみ出している。
同じくミノムシのポケモン・クヌギダマとは異なり、成虫の姿に進化する。♀はミノマダム、♂はガーメイルと、性別によって異なるポケモンへと進化する。♀の場合、進化の際に身に着けているミノが身体と一体化する。このため進化後のタイプも変化し、姿を変えなくなる。
TVアニメ版では『ダイヤモンド&パール』第2話でヒカリがゲットしようとしたが、ポッチャマと揉み合いになっている隙に逃げられ、ゲームでは不明な蓑をまとっていない本来の姿が描かれた。第30話ではあまいミツの匂いに誘われてやって来たオスのミノムッチをトレジャーハンターのモミがゲットし、ロケット団との戦闘中にガーメイルに進化した。

## ミノマダム
| 分類: みのむしポケモン | タイプ: むし/ 本文参照 | 高さ: 0.5m         | 重さ: 6.5kg  |
| 特性: きけんよち       | かくれ特性: ぼうじん   | 進化前: ミノムッチ | 進化後: なし |

♀のミノムッチの進化形。コートを纏ったような形状の蓑、ぱっちりとした目、高い鼻のような口と、女性的な印象が強調されている。ミノムッチの時に身に纏っていた蓑は本体と融合して体毛や皮膚の如く体の一部となっており、一生脱ぐことがないという。実は、翅の生えない点も蓑を脱ぐことのない点も、雌のミノガの特徴である。
ミノマダムに進化するのは♀のみで、♂はガーメイルへと進化する。進化前のミノムッチの姿によって姿やタイプ、能力の異なるミノマダムに進化し、それぞれの個体は図鑑で別のポケモンとしてカウントされている。
くさきのミノ
むし・くさタイプ。白い花の付いた、緑色の蓑を纏った姿となる。
すなちのミノ
むし・じめんタイプ。砂ぼこりのような蓑を纏った姿となり、頭部からは石が連なったような形状の触角らしきものが伸びる。砂泥の皮膚は相応に硬く、ムックルの嘴程度ならば易々と弾き返す程の強度は有る。
ゴミのミノ
むし・はがねタイプ。ピンク色の綿ぼこりのような蓑を纏った姿となる。天敵から身を隠す為のカムフラージュとなっている。
TVアニメ版では『ダイヤモンド&パール』にてトレジャーハンター・モミの手持ちポケモンとして登場。3種全てのミノのミノマダムが登場した。

## ガーメイル
| 分類: ミノガポケモン | タイプ: むし/ ひこう   | 高さ: 0.9m         | 重さ: 23.3kg |
| 特性: むしのしらせ   | かくれ特性: いろめがね | 進化前: ミノムッチ | 進化後: なし |

♂のミノムッチの進化形。くすんだ黄色の翅と短い手足、突き出した口を持つ、蛾のような姿をしたポケモン。花の蜜を好み、ミツハニーの集めた蜜を奪い取ることもあるという。
ガーメイルに進化するのは♂のみで、♀はミノマダムへと進化する。ミノマダムとは異なり、ミノムッチのミノの種類が進化後の能力に影響を及ぼすことはない。
TVアニメ版では『ダイヤモンド&パール』第30話に登場。モミが捕獲したミノムッチが進化した。「恐ろしくあまいミツ」を探し当てる能力を持つ。声優は川上とも子。

## ミツハニー
| 分類: はちのこポケモン | タイプ: むし/ ひこう | 高さ: 0.3m   | 重さ: 5.5kg                 |
| 特性: みつあつめ       | かくれ特性: はりきり | 進化前: なし | 進化後: ビークイン（♀のみ） |

三匹の蜂が巣と一体化したような姿をしている。雌のみ真ん中の蜂に赤い模様がある。ビークインの為に花の蜜をせっせと棲家に集めている。夜中に睡眠を取る時は、大量のミツハニーが重なり蜂の巣の巨大な壁状になってから眠る。この時の姿を「ミツハニーウォール」と呼ばれる。時々、同様の花の蜜を好むガーメイルに集めた花の蜜を横取りされることもある。
『あまいミツ』を塗った木に出現する。進化するとビークインになるのだが、ビークインは女王蜂ということもあり、雌のミツハニーしか進化できない。また、メスの確率は非常に低い。
TVアニメ版では『ダイヤモンド&パール』第31話から第32話にかけて登場。春風邪三太の漫画版では作者がミツハニーがオスとメスで姿が違う事を知らなかったのか、メスのミツハニーの一人称が「僕」だったり、男性口調で話したり、オス扱いされている（「兄貴って呼べよな！」という台詞がある）。

## ビークイン
| 分類: はちのすポケモン | タイプ: むし/ ひこう       | 高さ: 1.2m         | 重さ: 38.5kg |
| 特性: プレッシャー     | かくれ特性: きんちょうかん | 進化前: ミツハニー | 進化後: なし |

♀のミツハニーの進化形で女王蜂のような姿をしたポケモン。腹部と一体化した巣をぶら下げたような体形が特徴。ミツハニーの群れの中に1匹のみ存在する。配下にミツハニーを多数引き連れて行動し、体から出す様々なフェロモンを出してオーケストラの指揮者のように指示を出し、幼虫に与える餌を集めさせる。また戦闘においてもミツハニーを指揮し統率のとれた集団戦法で戦う。また、巣に入ってきた不届き物を容赦なく叩きのめし糧にするという。
専用技として、配下の群れに突撃させる「こうげきしれい」、配下の群れに防御体勢をとらせる「ぼうぎょしれい」、配下の群れに傷を癒してもらう「かいふくしれい」を覚える。
ミツハニーの♀の個体のみが進化する。『ダイヤモンド・パール』では四天王のリョウが使用し、『ハートゴールド・ソウルシルバー』ではヒワダジムリーダーのツクシも再戦時に使用している。『スカーレット・バイオレット』ではアカデミー教師のサワロが使用する。
TVアニメ版では『ダイヤモンド&パール』第32話に登場。ハクタイのもりにある琥珀の城で、おそろしく甘いミツを巣の中に蓄えている。

## パチリス
| 分類: でんきりすポケモン   | タイプ: でんき       | 高さ: 0.4m   | 重さ: 3.9kg  |
| 特性: にげあし/ ものひろい | かくれ特性: ちくでん | 進化前: なし | 進化後: なし |

リスのような姿をしたポケモン。体色は白く、頬は黄色。耳の部分と、額から背中を通り大きな尻尾の先まで走るラインは水色に近い。この額の部分の模様の長さはオスとメスで違いがあり、オスの方が模様が若干長い。ピカチュウやエモンガなどと同様に、頬に「電気袋」と呼ばれる器官を持つ。尻尾の先は静電気でトゲのように逆立ち、これを電極のように使って繰り出すでんきタイプの攻撃を得意とする。樹上で生活し、静電気が溜まった毛玉を好物の木の実とともに幹の穴に隠す習性を持つ。
『スカーレット・バイオレット』ではアカデミー教師のサワロが先発で使用する。
TVアニメ版では『ダイヤモンド&パール』にてヒカリのポケモンとして登場。マイペースな性格で走り回ることとヒカリのポフィンが好き。声優は西村ちなみ。

## ブイゼル
| 分類: うみイタチポケモン | タイプ: みず             | 高さ: 0.7m   | 重さ: 29.5kg       |
| 特性: すいすい           | かくれ特性: みずのベール | 進化前: なし | 進化後: フローゼル |

オレンジ色のイタチやカワウソのような姿をしたポケモン。首の周りの浮き袋に空気を溜め込み、浮き輪のように膨らませて水面に浮かぶ。前脚には魚の鰭のような器官も持つ。尾が二股に分かれており、スクリューのように回転させて泳ぐ。背中の模様が左右に二つあるのがオスで、中央に一つあるのがメス。
TVアニメ版では『ダイヤモンド&パール』にてヒカリがゲットしたが、通常のバトルを好むため後にエイパムとの交換でサトシのポケモンとなる。声優は古島清孝。
劇場版では2006年公開の『ポケモンレンジャーと蒼海の王子 マナフィ』に、ゲームに先行して登場している。声優は阪口大助。

## フローゼル
| 分類: うみイタチポケモン | タイプ: みず             | 高さ: 1.1m       | 重さ: 33.5kg |
| 特性: すいすい           | かくれ特性: みずのベール | 進化前: ブイゼル | 進化後: なし |

ブイゼルの進化形。首の浮き袋が体格と共にさらに発達し、腰のあたりまで伸びる。港や漁師町、砂浜などで溺れた人を救う水難救助の手伝いをしている。
ノモセジムジムリーダー・マキシが使用するほか、プレイヤーが最初にヒコザル以外を選んだ場合はライバルも使用する。『ハートゴールド・ソウルシルバー』ではジムリーダーのカスミも再戦時に使用する。
TVアニメ版では『ダイヤモンド&パール』第71話に野生のフローゼルが登場。ポケモンレンジャーのハジメにキャプチャされ、川を泳いだ。また、第83話ではノモセジムジムリーダー・マキシの切り札として登場。マキシ曰く「オレ様のフローゼルは最強の水ポケモン」。声優は小西克幸。

## チェリンボ
| 分類: さくらんぼポケモン | タイプ: くさ     | 高さ: 0.4m   | 重さ: 3.3kg      |
| 特性: ようりょくそ       | かくれ特性: なし | 進化前: なし | 進化後: チェリム |

サクランボのような姿をしたポケモン。大小2つの玉が連なっており、それぞれに顔を持つ。小さい方の玉には進化に必要とされる栄養分が蓄えられており、玉が萎むと進化が近くなる。他方の玉はとても甘いので、ムックルやメガヤンマに啄まれることがある。赤ければ赤いほど甘くておいしく、おやつ代わりにされることもある。
『ダイヤモンド・パール』では、甘い香りのする木に「あまいミツ」を塗ると出現することがある。ハクタイシティのジムリーダー、ナタネも使用する。
TVアニメ版ではゲーム版と同じく、ジムリーダーのナタネが使用するポケモンとして登場。声優は西村ちなみ。

## チェリム
| 分類: サクラポケモン | タイプ: くさ     | 高さ: 0.5m         | 重さ: 9.3kg  |
| 特性: フラワーギフト | かくれ特性: なし | 進化前: チェリンボ | 進化後: なし |

チェリンボの進化形。桜の花のような姿をしており、額にはサクランボのような形の髪飾りを思わせる玉が2つ付いている。普段は紫色の蕾の姿をして耐え忍んでおり、晴天時にはそれまでの鬱憤を晴らすかのように花開くという。蕾の姿はネガフォルム、花が開いた姿はポジフォルムと呼ばれる。
通常時はネガフォルムだが、専用特性「フラワーギフト」により戦闘中に技「にほんばれ」などで「ひざしがつよい」状態になるとポジフォルムに変化し、その間は味方全体の攻撃と特防が上昇する。特性や技構成を考えても晴れ状態との相性は抜群。
トレーナーでは「プラチナ」でジムリーダーのナタネ、「ソード・シールド」でジムリーダーのヤローが使用し、いずれも「にほんばれ」を絡めた戦法をとる。

## カラナクシ
| 分類: ウミウシポケモン     | タイプ: みず             | 高さ: 0.3m   | 重さ: 6.3kg        |
| 特性: ねんちゃく/ よびみず | かくれ特性: すなのちから | 進化前: なし | 進化後: トリトドン |

ウミウシのような姿をしたポケモンだが、つつくと紫色の液体を放つという、アメフラシのような性質も持つ。生息地によって異なる姿を持ち、シンオウ地方では体色がピンク色で頭に瘤、背中にトゲのような突起を持つもの、体色が水色で後ろに伸びる角を持ち、背中に鰭のような突起を持つものの2種類が確認され、ピンク色のものは「にしのうみ」、水色のものは「ひがしのうみ」の呼称が使用される。これらの変化は餌の違いによるものとされている。
西部では「にしのうみ」、東部では「ひがしのうみ」が出現する。『サン・ムーン』『ソード・シールド』では「ひがしのうみ」の個体のみ出現する。
TVアニメ版では『ダイヤモンド&パール』にノゾミのポケモンとして登場。声優は林原めぐみ。

## トリトドン
| 分類: ウミウシポケモン     | タイプ: みず/ じめん     | 高さ: 0.9m         | 重さ: 29.9kg |
| 特性: ねんちゃく/ よびみず | かくれ特性: すなのちから | 進化前: カラナクシ | 進化後: なし |

カラナクシの進化形。分類のとおりウミウシのような姿をしたポケモンで、生息地によって異なる姿を持ち、シンオウ地方では体色がピンク色で横に広がった角を持ち、背中に瘤状の突起を持つもの（にしのうみ）と、体色が水色で後ろに伸びる角を持ち、背中に鰭のような突起を持つもの（ひがしのうみ）の2種類が確認されている。一見すると3つ目のようだが、額の部分は模様であるため表情を変えることはできない。大昔は背中に殻を持っていたが、現代では失っている。体には骨が存在せず、高い再生能力を持ち、柔らかい体で衝撃を和らげる。天敵に襲われた時は紫色の液体を体から出して逃げる。プランクトンを主食としており、餌を求めて時々地上に現れるが、体が乾かないうちに急いで海に戻る。そのため、天気が雨の時は特に元気がいいという。
『ダイヤモンド・パール』ではシンオウ地方のチャンピオン、シロナが使用する（プラチナでは使用せず、代わりにトゲキッスを使用する）。『ダイヤモンド・パール』では彼女に限らず、バトルタワー等を除けばゲーム中のトレーナーが使用するカラナクシ、およびトリトドンは全てひがしのうみであったが、『プラチナ』からはにしのうみを使うものもいる。『サン・ムーン』ではしまクイーンのハプウがひがしのうみの個体を使用する（ハプウに限らず、アローラ地方のカラナクシおよびトリトドンはすべてひがしのうみ）。
『ソード・シールド』ではナックルシティのNPCが自身の手持ちのトリトドンに対して「いけ!トリトドン!ぽわーぐちょぐちょ!」と指示を出しているが、これはプレイヤー間で長年愛用されていた鳴き声ネタの公式化である。
TVアニメ版では『ダイヤモンド&パール』にてシロナとノゾミが西の海の個体を、シンジが東の海の個体を使用している。また、シンジの個体はシンオウリーグのサトシ戦で登場。素早い動きを得意とするムクホークを「だくりゅう」のカウンターシールドや上空に放った「みずのはどう」を落下の速度で威力を上げるなど鈍い動きを逆手に取った戦法で翻弄するも、ブイゼルの「氷のアクアジェット」を食らい敗北する。

## エテボース
| 分類: おながポケモン           | タイプ: ノーマル         | 高さ: 1.2m       | 重さ: 20.3kg |
| 特性: テクニシャン/ ものひろい | かくれ特性: スキルリンク | 進化前: エイパム | 進化後: なし |

エイパムの進化形で、尻尾が2本に増え、顔もノッペリとした。両手はほとんど使わなくなり、尻尾できのみの殻を上手に剥いて食べる。複数の群れで行動し、エテボース同士で尻尾を繋ぎ合せて輪を作り、友情や絆を確かめ合う。時々、この輪の中に人間も入れてもらえることもある。ジャングルでナゲツケサルの群れと争うが、勝敗は大抵引き分けに終わる事が多い。
エイパムが「ダブルアタック」を覚えている状態でレベルアップすると進化する。『ダイヤモンド・パール』では、ナギサシティジムリーダーのデンジが、でんきタイプのジムリーダーながらも使用する（『プラチナ』ではサンダースに変更されているため、メンバーに入っていない）。『ハートゴールド・ソウルシルバー』ではジョウト図鑑に加えられており、全国図鑑入手前に手に入れることができる。
TVアニメ『ポケットモンスター ダイヤモンド&パール』ではヒカリのエイパムが進化した姿として登場。性別はメス。後にポケモンピンポンに興味をもち、チャンピオンのオウに預けられ別れた。声優は佐藤智恵。
テレビアニメ第8シリーズ（『リコとロイの旅シリーズ』）では第31話にて六英雄のラプラスの仲間の野生のポケモンとしてリククラゲと共に登場。ラプラス海賊団の一員で他のポケモンたちと共に船内から食料を盗んでいたが、リコやロイ、さらにはテラパゴスと仲良くしたり、ラプラスを後押しするためにいにしえのモンスターボールを渡すなど根っからの悪いポケモンではない。声優はドラマ『ポケットに冒険をつめこんで』で主人公である赤城まどか役を担当する西野七瀬。

## フワンテ
| 分類: ふうせんポケモン   | タイプ: ゴースト/ ひこう | 高さ: 0.4m   | 重さ: 1.2kg        |
| 特性: ゆうばく/ かるわざ | かくれ特性: ねつぼうそう | 進化前: なし | 進化後: フワライド |

顔の付いた紫色の風船のような姿をしたポケモン。紐のような手を掴んだ子供をあの世へ連れて行こうとするが、体重は1.2kgと軽いため逆に引っ張られ振り回されてしまうという。顔の中心には×状にテープを貼られたような模様があり、その更に中心に口がある。内部には魂が蓄えられており、破裂すると叫び声が響き渡る。
『ダイヤモンド・パール』では金曜日にのみ「たにまのはつでんしょ」の前に現れ、話しかけることで戦闘となる。
TVアニメ版では『ダイヤモンド&パール』第28話にジョーイ一家のポケモンとして初登場。そのほか、第76話では、「レストラン七つ星」のチナツが使用し、第93話ではヨスガシティジムリーダーのメリッサが使用した。

## フワライド
| 分類: ききゅうポケモン   | タイプ: ゴースト/ ひこう | 高さ: 1.2m       | 重さ: 15.0kg |
| 特性: ゆうばく/ かるわざ | かくれ特性: ねつぼうそう | 進化前: フワンテ | 進化後: なし |

フワンテの進化形。風船のような姿のフワンテから気球のような姿となり、体長もフワンテの約3倍となる。日中はただただ浮かんでいるが、夕暮れ時になると群れをなして何処かへと飛び去って行くとされる。人やポケモンを乗せて飛んでいくこともあるが、風に流されていくだけなのでフワライド自身さえ行き先が分からない。フワンテ同様、テープが貼られたような模様の中心部に口がある。
『ダイヤモンド・パール』では、ヨスガシティのジムリーダー・メリッサやポケモンリーグの四天王・オーバが使用する。『ハートゴールド・ソウルシルバー』ではエンジュシティジムリーダーのマツバも再戦時に使用。『ブラック・ホワイト』ではイッシュ地方のポケモンリーグ四天王・シキミが再戦時に使用し、『ブラック2・ホワイト2』ではブルンゲルに代わって初戦時から使用する。他には『オメガルビー・アルファサファイア』では四天王のフヨウや、『サン・ムーン』ではキャプテン兼四天王のアセロラが使用する。
TVアニメ版では『ダイヤモンド&パール』第93話にてジムリーダー・メリッサのフワンテがピカチュウとのバトル中に進化した。声優は伊東みやこ。

## ミミロル
| 分類: うさぎポケモン     | タイプ: ノーマル       | 高さ: 0.4m   | 重さ: 5.5kg        |
| 特性: にげあし/ ぶきよう | かくれ特性: じゅうなん | 進化前: なし | 進化後: ミミロップ |

耳の先と腰が綿のようなクリーム色の体毛に覆われているのが特徴の茶色いウサギのような姿をしたポケモン。危険を感じ取ると両耳を立てて警戒し、寒い夜は毛皮に顔をうずめて寝るという。丸めた耳を勢いよく伸ばすと、大人でも気絶するほどのパンチのような破壊力を持つ。
TVアニメ版ではヒカリのポケモンとして登場。性別はメスでピカチュウに好意を抱いている。コンテストで大いに活躍した。声優は川上とも子→雪野五月。これとは別個体をヒカリが何度かゲットしようとしていたが、失敗している。
ポケモン大好きクラブ公式アニメ『ポケモンパペット劇場 パペモン』では第2話に登場。トレーナーに不満を抱いており、ヤドンとシェルダーにどういうトレーナーが自分に相応しいのか相談する。声は佐倉綾音。

## ミミロップ
| 分類: うさぎポケモン           | タイプ: ノーマル       | 高さ: 1.2m       | 重さ: 33.3kg |
| 特性: メロメロボディ/ ぶきよう | かくれ特性: じゅうなん | 進化前: ミミロル | 進化後: なし |

ミミロルの進化形。ウサギのロップイヤーのような姿をしている。2頭身のミミロルから一転し、両耳・四肢が長く伸び、長身かつスリムな人間の女性に似た体型へと変化する。体毛は、腰周りでは薄くなり、頭部と腕と脚部にそれぞれ眉毛とリストバンドとブーツのように生えている。1年に2回換毛期を迎え、寒い季節の毛はとても柔らかく上質なものとなる。女性的な外見だが、性別比は1：1である。
警戒心が強い気質で、危険を感じると耳で体を包み、軽やかに飛び跳ねて逃げ去ってしまう。特に耳を触られることには非常にデリケートで、優しく丁寧に触らなければ蹴りつけられてしまう。また潔癖症で、チャームポイントである耳先の毛の手入れを怠らない習性がある。
『ダイヤモンド・パール』より登場。ミミロルが十分になついた状態でレベルアップすることで進化する。『ダイヤモンド・パール』ではシンオウ地方のポケモンリーグ四天王・オーバがほのおタイプ専門であるにもかかわらず使用してくる。『ウルトラサン・ウルトラムーン』ではエーテル財団代表のルザミーネが『サン・ムーン』で使用したムウマージの代わりに使用する。
『オメガルビー・アルファサファイア』以降では、「メガミミロップ」へとメガシンカを遂げる。
メガミミロップ
体型は全体的にスリムになり、脚には破れた黒タイツのような模様が現れ、耳はツインテール状に細長く変わる。メガシンカによって野生の闘争本能が覚醒し、臆病で警戒心の強かったメガシンカ前から一転して好戦的な気質に変化する。デリケートだった耳も振り回して武器として扱い、その打撃は分厚い鉄板をも容易くねじ曲げるほどの破壊力を有する。
メガシンカによってタイプはかくとうタイプが新たに付加され、特性は「きもったま」に変化。能力は「こうげき」「すばやさ」が大きく上昇する。元々数多く覚えるノーマル・かくとう技を生かしやすくなり、メガシンカ前より突破力に秀でる。この特性をにより、本来不利なゴーストタイプを相手にしても積極的に攻めることが可能となった。
TVアニメ版では『ダイヤモンド&パール』第86話にアイドルポケモンスタイリストのパリス（声 - 生天目仁美）のポケモンとして登場する。

## ムウマージ
| 分類: マジカルポケモン | タイプ: ゴースト | 高さ: 0.9m     | 重さ: 4.4kg  |
| 特性: ふゆう           | かくれ特性: なし | 進化前: ムウマ | 進化後: なし |

ムウマの進化形。帽子をかぶった魔法使いあるいは魔女のような容姿をしており、呪文を唱えているかのような鳴き声を発する。鳴き声を聞いた相手は幻覚や頭痛にみまわれて苦しむが、幸せになることも。
「やみのいし」をムウマに使うことで進化する。ヨスガジムのジムリーダー、メリッサが切り札として使用する。他では『ハートゴールド・ソウルシルバー』のジムリーダー・マツバ、『ブラック2・ホワイト2』の四天王シキミ、および『オメガルビー・アルファサファイア』の四天王フヨウがそれぞれ再戦時に使用し、『サン・ムーン』ではエーテル財団代表のルザミーネが使用する。「スカーレット・バイオレット」ではジムリーダーのナンジャモがエースポケモンとして使用し、テラスタルででんきタイプに変える。
TVアニメ版では『ダイヤモンド&パール』第43話に初登場。ポケモンセンターを探して道に迷ったサトシたちを「あやしいひかり」で幻覚の世界へ誘い込んだ。そのほか、ジムリーダーのメリッサやノゾミが使用している。

## ドンカラス
| 分類: おおボスポケモン   | タイプ: あく/ ひこう       | 高さ: 0.9m         | 重さ: 27.3kg |
| 特性: ふみん/ きょううん | かくれ特性: じしんかじょう | 進化前: ヤミカラス | 進化後: なし |

ヤミカラスの進化形。ヤミカラスと同じくカラスのような姿をしているが胸部がせり出し、首筋から胸元にかけて白いあご鬚を思わせる毛に覆われ、貫禄が増した姿となる。尻尾以外の全身が黒い羽毛に覆われており、黒いテンガロンハットを被ったような形状の頭部を持つ。翼の内側と尾羽はえんじ色をしており、尾羽は模様とあいまって赤い花束のようにも見える。昼は餌等の調達をヤミカラスに任せて羽づくろいをし、夜になると活動を始め、たくさんのヤミカラスを子分として引き連れて群れをつくる。ドンカラスの低い声はたくさんのヤミカラスをおびき寄せ、辺りを一瞬で真っ黒い群れで覆われることから“夜を招くもの”と呼ばれている。子分の失敗や裏切りは決して許さず、どんなにうまく逃げても執拗に追い詰め、徹底的に処分する冷酷な性格である。しかしこれは群れの秩序を守るためと言われている。
ヤミカラスに「やみのいし」を使用することで進化する。ゲーム中に登場する悪の組織・ギンガ団ボスのアカギもこのポケモンを使用する。『ハートゴールド・ソウルシルバー』では強化後のキキョウジムリーダー・ハヤトと四天王・カリンが手持ちポケモンとして使用する。『ブラック2・ホワイト2』では四天王ギーマが再戦時に、『X・Y』ではフレア団ボスのフラダリが2戦目以降に、『サン・ムーン』ではしまキングのクチナシとスカル団ボスのグズマ、『スカーレット・バイオレット』ではスター団のピーニャが再戦時に使用する他、アカデミー教師のセイジが先発として使用する。アプリゲーム『ポケモンマスターズEX』ではライヤーの臣下であるドリバル（声 - 黒田崇矢）が使用。
ポケモンバトルレボリューションではダメージを受けた時やひん死になった時などに頭部の部分を帽子のように直すしぐさをする。
TVアニメ版ではシンジの手持ちポケモンとして登場。ジム戦やサトシ戦などで活躍した。ポケリンガではサトシのムクバードを追いつめるもムクホークに進化したことで逆転負けする。なお、シンジは負けたのを「お前の反応が遅いからだ」とドンカラスのせいにし、本人も申し訳なさげに謝罪していた。声優は阪口大助。

## ニャルマー
| 分類: ねこかぶりポケモン     | タイプ: ノーマル       | 高さ: 0.5m   | 重さ: 3.9kg        |
| 特性: じゅうなん/ マイペース | かくれ特性: するどいめ | 進化前: なし | 進化後: ブニャット |

長い尻尾を渦巻き状に巻いた、凛と清ました猫のようなポケモン。鋭い目つきでにらまれると軽い催眠状態になってしまう。気まぐれな性格で、気に入らないと爪を立ててくるが、たまに喉をならして甘えてくることもある。性別比は1：3でメスの比率が高い。
登場に恵まれておらず、野生個体は『パール』『アルセウス』のみ出現する。ギンガ団のしたっぱの手持ちに多用されている。
TVアニメ版ではノゾミのポケモンとして登場（声優：大谷育江）。またヒカリの母親・アヤコも手持ちとしている（声優：西村ちなみ）。

## ブニャット
| 分類: とらねこポケモン         | タイプ: ノーマル     | 高さ: 1.0m         | 重さ: 43.8kg |
| 特性: あついしぼう/ マイペース | かくれ特性: まけんき | 進化前: ニャルマー | 進化後: なし |

ニャルマーの進化形。進化前に比べて体格が大きくなり、まるまると太った猫のようになった。しかしそれはしっぽでウエストをぎゅっとしぼっているためで、体を大きく見せて相手を威圧するためである。他のポケモンのすみかに堂々と入り込んで自分の寝床にしてしまうずうずうしい性格。性別比は1：3。
『ダイヤモンド・パール』では、ギンガ団の幹部マーズが手持ちとして使用している。
TVアニメ版でも『ダイヤモンド&パール』第96話にてギンガ団幹部のマーズが使用している。性別はオス。声優は古島清孝。第178話でもマミイのポケモンとして登場。性別はオス。声優は清水一貴。

## リーシャン
| 分類: すずポケモン | タイプ: エスパー | 高さ: 0.2m   | 重さ: 0.6kg      |
| 特性: ふゆう       | かくれ特性: なし | 進化前: なし | 進化後: チリーン |

鈴の形をしている、チリーンの進化前のポケモン。小さな手足を持ち、後頭部に太い鈴紐がある。喉奥には丸い玉が存在し、これを震わせることによって高い周波数を発する鳴き声を上げ、相手の聴覚を一時的に失わせる。宙に浮遊し、跳ねるたびに音を出す。ディグダやミノムッチ等と同じく、ポケモンの中では身長が低い部類に入る。
TVアニメ版では『ダイヤモンド&パール』第70話に、ポケモンマジシャン・シズエ（声 - 柚木涼香）の手持ちポケモンとして三匹のリーシャンが登場。

## スカンプー
| 分類: スカンクポケモン     | タイプ: どく/ あく     | 高さ: 0.4m   | 重さ: 19.2kg       |
| 特性: あくしゅう/ ゆうばく | かくれ特性: するどいめ | 進化前: なし | 進化後: スカタンク |

スカンクのような姿をしたポケモン。敵に出くわすと後ろを向き、鼻が曲がるほど強烈に臭い液体をお尻から飛ばして身を守る。この液体の匂いは半径2km圏内にいるほとんどのポケモンが逃げ出すほどであり、24時間消えないほど強いものである。
『ダイヤモンド・パール』のうち『ダイヤモンド』のみ出現するほか、ギンガ団のしたっぱが手持ちとして多用している。
TVアニメ版では『ダイヤモンド&パール』第36話にてハクタイシティのジュンサーが使用していた。

## スカタンク
| 分類: スカンクポケモン     | タイプ: どく/ あく     | 高さ: 1.0m         | 重さ: 38.0kg |
| 特性: あくしゅう/ ゆうばく | かくれ特性: するどいめ | 進化前: スカンプー | 進化後: なし |

スカンプーの進化形。スカンプーとは異なり、尻尾の先から臭い液体をとばす。この液体はお腹での熟成期間が長いほど臭くなり、射程距離は最大50メートルにまで及ぶ。連射すると匂いが弱まっていく。尻尾の先端がちょうど前髪のようになっているため、前を向いたまま液体を飛ばす。それ故に上から狙われると戸惑い、時に己の匂いに耐えられない事もある。液体を飛ばす瞬間、尻尾の毛先が開く。
『ダイヤモンド・パール』のうち『ダイヤモンド』にのみ出現するほか、ギンガ団幹部のジュピターが手持ちとして使用している。『ハートゴールド・ソウルシルバー』では四天王のキョウ（強化後）が先発として使用する。他にも「ソード・シールド」ではジムリーダーのネズ、「スカーレット・バイオレット」ではスター団のシュウメイがそれぞれ先発として使用する。
TVアニメ版では『ダイヤモンド&パール』第97話でギンガ団幹部ジュピターが使用し、ロケット団から「しらたま」を奪い返す。声優は阪口大助。

## ドーミラー
| 分類: せいどうポケモン | タイプ: はがね/ エスパー | 高さ: 0.5m   | 重さ: 60.5kg       |
| 特性: ふゆう/ たいねつ | かくれ特性: ヘヴィメタル | 進化前: なし | 進化後: ドータクン |

銅鏡（六鈴鏡）のような姿をしたポケモン。レントゲン写真で撮影しても何も写らず、体の構造が不明なポケモンである。また、古墳からドーミラーに形状がよく似た道具が出土しているが、関連性は不明だという。ガラル地方でも生息しているが、背中に描かれている稲のような模様はガラルの歴史上関連性のない文化のため、何故生息しているのかは謎。体を磨くと真実を映し出すと言われているが、本人はそれを嫌がっている。進化後のドータクンと並んでふゆう持ちで他の特性を持っているため、じめんタイプの攻撃技が効く場合と効かない場合がある。
『ダイヤモンド・パール』ではミオシティのジムリーダーのトウガンやギンガ団のしたっぱや幹部であるサターンとマーズとジュピターが使用する。『Pokémon LEGENDS アルセウス』ではキャプテンのヒナツが使用する。
TVアニメ版では『ダイヤモンド&パール』第60話でゲームと同様にギンガ団幹部であるサターンの手持ちとして登場。遺跡の警備員を「さいみんじゅつ」で眠らせた。声優は古島清孝。
テレビアニメ第8シリーズ（『リコとロイの旅シリーズ』）では第28話（『テラパゴスのかがやき』第3話）にてかつてダイアナの冒険仲間だったが詐欺師に手を染めてしまったテペン（声 - 菊池通武）のポケモンとして登場。「てっぺき」でランプラーをニャオハの攻撃から守る活躍を見せたが、キャプテンピカチュウの「かみなりパンチ」で敗北した。その後はダイアナによって磨かれ、テペンが「あの頃のように冒険者に戻りたい」という真実を映し出して、悪事の道に逸れた彼を改心させた。

## ドータクン
| 分類: どうたくポケモン | タイプ: はがね/ エスパー | 高さ: 1.3m         | 重さ: 187.0kg |
| 特性: ふゆう/ たいねつ | かくれ特性: ヘヴィメタル | 進化前: ドーミラー | 進化後: なし  |

ドーミラーの進化形で、青緑色の銅鐸のような姿をしたポケモン。目は赤く、発光・点滅している。進化前とともに、背面に植物のような文様がある。空間に穴を開け、別世界から雨雲を呼び起こす力を持つ。その能力から、かつてはランドロス同様に豊作の神様として崇拝されていた。2000年間地中で眠っていたドータクンが工事現場で発見され、ニュースになったことがある。また、ドータクンの生まれた時代ではポケモン以外の生き物もいたらしい。怒らせると鐘のような音を響かせて威嚇する。体の模様からガラルのポケモンでないと考える学者も多い。
『ダイヤモンド・パール』およびリメイク作である『ブリリアントダイヤモンド・シャイニングパール』では四天王の一人であるゴヨウが使用するほか、『プラチナ』ではギンガ団幹部のマーズとジュピター（どちらもハードマウンテンにて）が使用する。『ハートゴールド・ソウルシルバー』ではアサギジムリーダーのミカンと四天王のイツキがそれぞれ再戦時に使用する。『ブラック・ホワイト』では四天王のカトレアが再戦時に使用する。『ポケットモンスター ブラック2・ホワイト2』ではホウエン地方のジムリーダーであるフウとランがPWTのワールドリーダーズトーナメントでホウエンリーダーズトーナメントで使用していたチリーンがら変更する形で使用する他、シンオウ地方のジムリーダーであるトウガンがPWTのシンオウリーダーズトーナメント・ワールドリーダーズトーナメント共通で使用する。『ソード・シールド』ではポケモントレーナーのシルディが使用する他、ローズの弟で元ジムリーダーのピオニーが使用する。『スカーレット・バイオレット』では四天王の一人であるポピーが使用する。
アプリゲーム『ポケモンマスターズEX』ではシンオウ地方のバトルファクトリーのフロンティアブレーンであるファクトリーヘッドのネジキ（声 - 小松昌平）のパートナーとして登場。
TVアニメ版では『ダイヤモンド&パール』第35話でゲームと同様に四天王のゴヨウのポケモンとして登場。ヒカリのブイゼルを下す。声優は石塚運昇。
劇場版『アルセウス 超克の時空へ』ではギシンのポケモンとして登場。魔獣装具で操られており、「さいみんじゅつ」でダモスを操り、アルセウスが怒りを起こした事件の元凶となったポケモンである。しかし、内心ではギシンの行動をよく思っておらず、事実を知った際にはギシンの命令を無視し、装具を破壊されたことで彼を裏切る形でサトシたちに寝返った。
テレビアニメ第8シリーズ（『リコとロイの旅シリーズ』）では第28話（『テラパゴスのかがやき』第3話）にてかつてダイアナの冒険仲間で詐欺師のテペン（声 - 菊池通武）のポケモンとして登場。鐘の音でホゲータを怯ませたり、「あまごい」で「かえんほうしゃ」の威力を弱めたり、巨体を生かして相手や物を閉じ込めるといった活躍を見せたが、キャプテンピカチュウの「かみなりパンチ」で敗北する。なお、逃走する際はぴょんぴょんと跳ねながら移動していた。

## ウソハチ
| 分類: ぼんさいポケモン       | タイプ: いわ       | 高さ: 0.5m   | 重さ: 15.0kg       |
| 特性: いしあたま/ がんじょう | かくれ特性: びびり | 進化前: なし | 進化後: ウソッキー |

ウソッキーの進化前のポケモンで、乾燥した場所を好み、目の部分から水を出して水分を調節する。そのため、いつも泣いているようにも見える。目から出される水分は、汗または本物の涙。汗は塩辛く、涙は苦い。頭の緑色の玉は、乾けば乾くほど鈍い光沢が生じる。「ぼんさいポケモン」という分類の通り、植木鉢のような下半身に上半身がすっぽり覆ったような外見をしている。技「ものまね」を覚えた状態でレベルアップすると進化する。
『ダイヤモンド・パール』から登場したポケモンだが、初登場は『ポケモンXD 闇の旋風ダーク・ルギア』である。ただし、GBA版ソフトにウソハチのデータが入っていないため、本作で使用できてもGBA版ソフトに送ることはできなかった。
TVアニメ版や劇場版でも『ダイヤモンド・パール』に先駆けて登場した。先に登場したのは劇場版『ミュウと波導の勇者 ルカリオ』で、声優はキングコングの梶原雄太が演じた。TVアニメ版では『アドバンスジェネレーション』にてタケシの手持ちポケモンとなった。この場合の声優は阪口大助。
『大乱闘スマッシュブラザーズX』ではアイテム「モンスターボール」から出現するポケモンの一体として登場。その辺をただ歩くだけだが、「箱」や「タル」のように抱えて持ち運ぶことができ、投げると当たった敵に強烈な「たいあたり」を食らわす。いわタイプ故に重く、持っているファイターは機動力が大きく制限される。

## マネネ
| 分類: マイムポケモン       | タイプ: エスパー/ フェアリー | 高さ: 0.6m   | 重さ: 13.0kg       |
| 特性: ぼうおん/ フィルター | かくれ特性: テクニシャン     | 進化前: なし | 進化後: バリヤード |

ピエロのような外見をしたポケモン。バリヤードの進化前のポケモンで、相手の動きを真似する習性を持ち、相手を惑わせて逃げるためと考えられている。ガラル地方ではバリコオルを師匠のように慕い後をついて回ることで、パントマイムではなくタップダンスが得意なバリヤードに進化する。
『ダイヤモンド・パール』で登場したポケモンだが、TVアニメ版、劇場版はそれに先駆け、『ルビー・サファイア』に相当する『アドバンスジェネレーション』、劇場版は『ミュウと波導の勇者 ルカリオ』で初登場した。TVアニメ版では前述の映画の後にだがロケット団のコジロウの手持ちポケモンとなっている。声優は大谷育江（大谷が2006年1月より仕事を一時休業したため、第161話から第177話まで半場友恵が代役を務めた）。
『ポケットモンスター X・Y』からは、フェアリータイプが新たに追加された。

## ピンプク
| 分類: ままごとポケモン             | タイプ: ノーマル           | 高さ: 0.6m   | 重さ: 24.4kg     |
| 特性: しぜんかいふく/ てんのめぐみ | かくれ特性: フレンドガード | 進化前: なし | 進化後: ラッキー |

ラッキーの進化前のポケモン。ラッキーをそのまま小柄にしたような容姿をしており、卵にそっくりな丸い石を持っている。また好きな相手に石を渡すこともある。ただし、しまいすぎて動けなくなったり、取り上げられると泣き出し暴れまわるなどわがままな一面も。巻き毛を気にしている。性別はメスのみ。
ラッキーやハピナスに「こううんのおこう」を持たせて育て屋に預けると、ピンプクのタマゴを発見することがある。「まんまるいし」というアイテムを持たせて、朝か昼にレベルアップするとラッキーに進化する。『ダイヤモンド・パール』のシナリオではヨスガシティにいる男性からタマゴを貰い、そこから孵して入手することも可能。
TVアニメ版ではタケシのポケモンとして登場、このピンプクは小さいながらもものすごい怪力の持ち主。『ダイヤモンド・パール』終盤にてラッキーに進化し、現在はハピナスにまで最終進化している。声優は伊東みやこ。